# Orobanche pubescens
Orobanche pubescens är en snyltrotsväxtart som beskrevs av Dum.-urville. Orobanche pubescens ingår i släktet snyltrötter, och familjen snyltrotsväxter. Inga underarter finns listade i Catalogue of Life.

## Bildgalleri

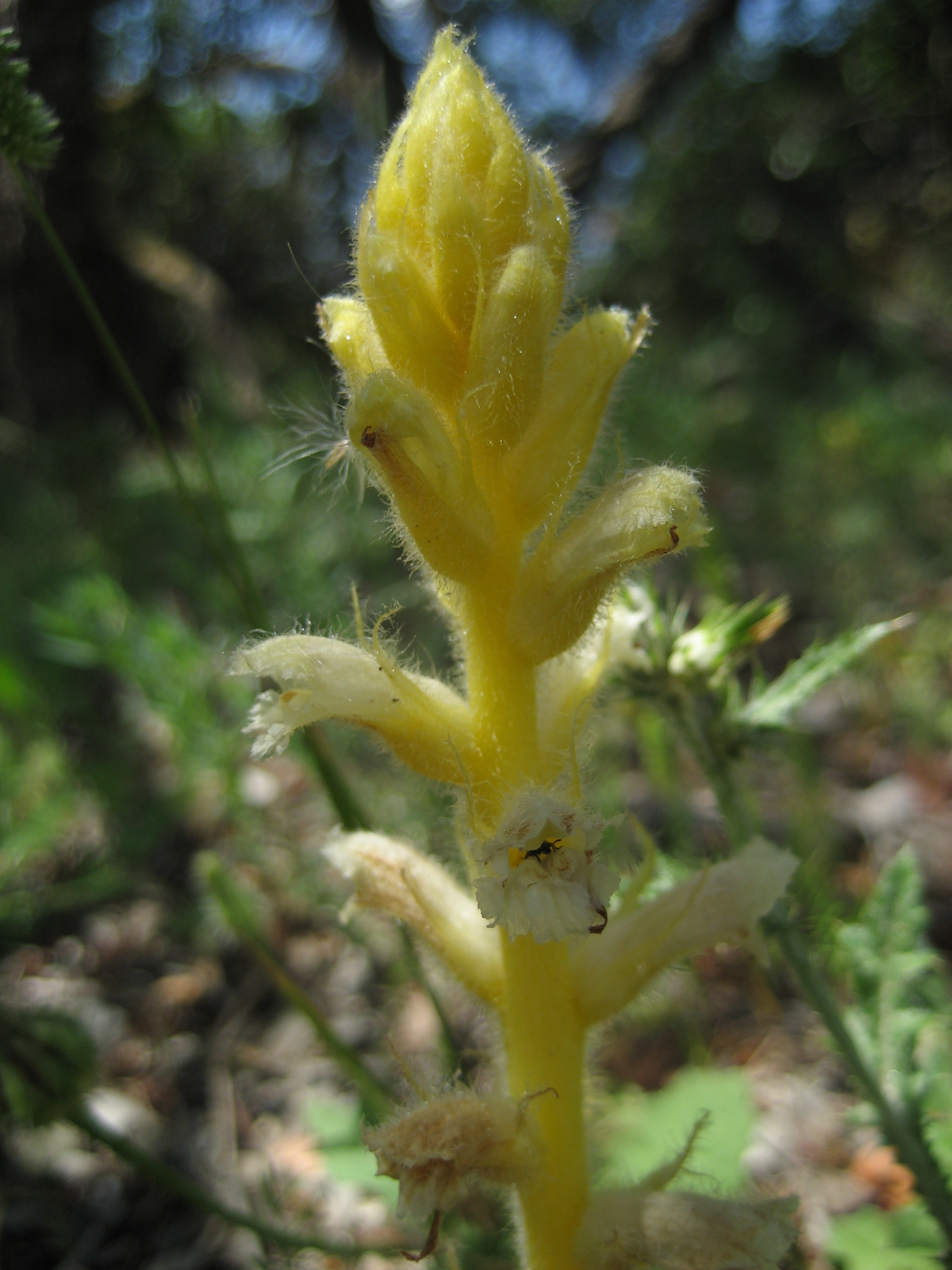
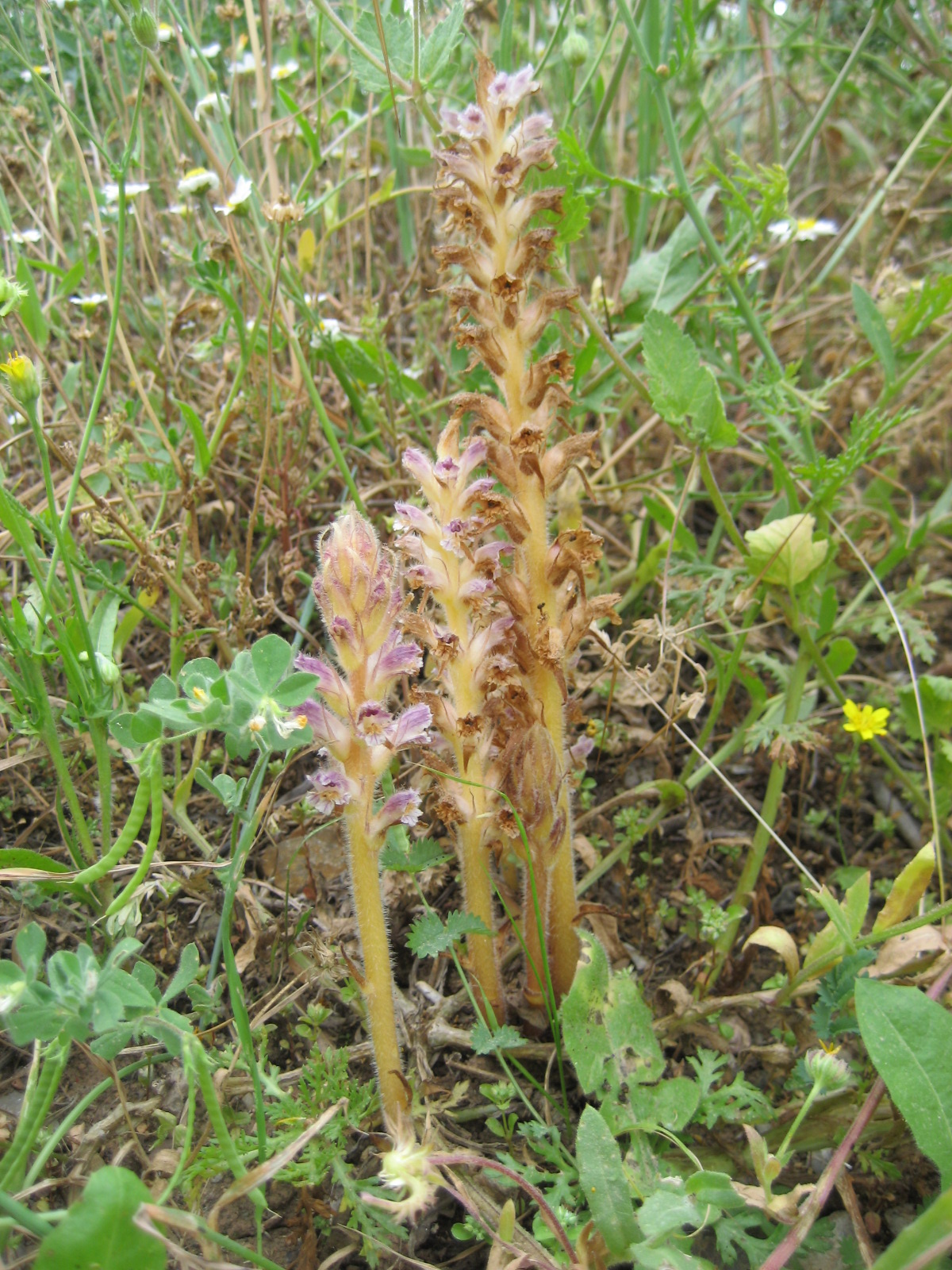